# Polícrates (escultor)
Polícrates (en llatí Polycrates, en grec antic Πολυκράτης) fou un escultor grec dels que Plini el Vell esmenta com un dels que van fer athletas et armatos et venatores sacrificantesque (Naturalis Historia XXXIV, 8. s. 19. § 34).
Un fragment d'un Hermes a la vil·la Mattei porta la inscripció (mutilada en part): ΤΙΜΟΘΕΟΣ ΑΘΗ... ΠΟΛΓΚΡ........... sobre la qual s'ha construït la hipòtesi que era atenenc i contemporani de Timoteu i que l'Hermes era una còpia d'una estàtua de bronze de Timoteu. La inscripció completa seria  Τιμόθεος ̓Αθηναι̂ος ἀνέθηκε, Πολυκράτης ἐποίει.